# Stemmops caranavi
Stemmops caranavi är en spindelart som beskrevs av Marques och Buckup 1996. Stemmops caranavi ingår i släktet Stemmops och familjen klotspindlar.
Artens utbredningsområde är Bolivia. Inga underarter finns listade i Catalogue of Life.